# Globulariaceae
Globulariaceae is een botanische naam, voor een familie van tweezaadlobbige planten. Een familie onder deze naam wordt met een zekere regelmaat erkend door systemen van plantentaxonomie, maar niet door het APG-systeem (1998) en het APG II-systeem (2003), die deze planten indelen in de sterk uitgebreide weegbreefamilie (Plantaginaceae).
Een bekend systeem dat de familie wel erkende is dat van Cronquist (1981); aldaar wordt zij ingedeeld in diens orde Scrophulariales.
Als de familie erkend wordt gaat het om een kleine familie die uitsluitend of voornamelijk uit het geslacht Globularia bestaat.